# تساي شو
تساي شو (بالصينية: 蔡舒) هو منافس ألعاب قوى صيني، ولد في 14 يونيو 1962.

## وصلات خارجية
- تساي شو على موقع أوليمبيديا (الإنجليزية)